# Liparis lobongensis
Liparis lobongensis är en orkidéart som beskrevs av Oakes Ames. Liparis lobongensis ingår i släktet gulyxnen, och familjen orkidéer. Inga underarter finns listade i Catalogue of Life.